# Zygmunciszki (rejon solecznicki)
Zygmunciszki (lit. Žygmantiškės) − wieś na Litwie, w rejonie solecznickim, 9 km na północny zachód od Podborza, zamieszkana przez 26 ludzi. Przed II wojną światową w Polsce, w powiecie wileńsko-trockim województwa wileńskiego.